# Јежевец
Јежевец (словен. Ježevec) је насељено место у општини Литија, Засавска регија, Словенија.

## Историја
До територијалне реорганизације у Словенији био је у саставу старе општине Литија.

## Становништво
У попису становништва из 2011. године, Јежевец је имао 15 становника.
| Број становника према пописима | Број становника према пописима | Број становника према пописима |
| ------------------------------ | ------------------------------ | ------------------------------ |
| 1991                           | 2002                           | 2011                           |
| 38                             | 14                             | 15                             |

Напомена: Године 1953. настала поделом некадашњег насеља Шент Ловренц које је укинуто. Године 1995. смањен за део насеља који је проглашен за ново самостално насеље Добје.